# الده‌بروک
الده‌بروک (به هلندی: Oldebroek) یک شهرستان در هلند است که در خلدرلاند واقع شده‌است. الده‌بروک ۲ متر بالاتر از سطح دریا واقع شده‌است.